# ساوانا سامسون
ساوانا سامسون (در انگلیسی: Savanna Samson) با نام هنری ناتالی اولیوروس بازیگر پورنوگرافی پیشین آمریکایی است. او چندین بار برنده جایزه ای‌وی‌ان شده است.

## زندگی‌نامه
ساوانا سامسون در واترتاون، نیویورک کاتولیک به دنیا آمد. در دوران کودکی توسط والدینش به کلاسهای تعلیم رقص باله فرستاده شده بود و علاقه وی به رقص، آغازی بود برای زندگی حرفه‌ای وی در دوران بزرگسالی. در سال‌های میانی دهه نود، وی به عنوان «رقصنده برهنه» در یکی از کلوپ‌های استریپ‌تیز در منطقه منهتن شهر نیویورک به نام «اسکورز» (Scores) به رقص می‌پرداخت.
در سال ۲۰۰۰ میلادی، ساوانا با شرکت در اولین فیلم پورنوی خود با نام «دیدار روکو با یک فرشته آمریکایی در پاریس» (Rocco Meats an American Angel in Paris) که با شرکت بازیگر معروف مرد فیلمهای پورنو، روکو سیفردی همراه بود، برای خود نامی در صنعت پورن آمریکا دست و پا کرد. وی از سال ۲۰۰۲ تاکنون با بستن قراردادی اختصاصی با ویوید اینترتینمنت که یکی از بزرگ‌ترین شرکت‌های فعال در صنعت پورن در جهان است، متعهد شده‌است که تنها در فیلمهای تولیدی ویوید بازی کند.
ساوانا سامسون در سال ۲۰۰۴ میلادی، مجری مراسم جوایز ای‌وی‌ان در شهر لاس وگاس بود. جوایز ای‌وی‌ان (AVN) همانند جوایز اسکار برای فیلم‌های پورنو است.
در سال ۲۰۰۶ میلادی، ساوانا سامسون کمپانی شراب سازی خود، با نام «شراب ساوانا» (Savanna Wines) را افتتاح کرد.